# Rio de Oro
Rio de Oro (arabsky وادي الذهب [Wādī að-ðahab]) byla španělská kolonie ležící na pobřeží Atlantského oceánu na území dnešního sporného území Západní Sahara. Vznikla v r. 1884 obsazením území obývaného kočovnými Berbery. Zanikla v r. 1924 začleněním území do Španělské Sahary.
Severní hranicí byla rovnoběžka 26° s.š. a jižní rovnoběžka 21°20‘ s.š., což bylo definitivně dohodnuto mezi evropskými mocnostmi na počátku 20. století.
Jménem Rio de Oro, znamenající zlatá řeka, pojmenovali tuto oblast v r. 1442 Portugalci, když zde za svoje zboží dostali zaplaceno zlatým prachem. Jméno je též obsaženo v názvu marockého regionu Wádí ad-Dahab al-Kuvíra.

## Historie
V průběhu Berlínské konference obsadili Španělé zátoku Rio de Oro, u dnešního města Dachla, a prohlásili španělským protektorátem území mezi Bílým mysem na jihu a mysem Búdždúr na severu. Tento zábor byl mezinárodně uznán a v roce 1887 vyhlásili protektorátem území Sakia al-Hamra ležící severně odtud. Správa byla svěřena náměstkovi guvernéra Kanárských ostrovů, jemuž bylo území podřízeno. Tyto protektoráty Španělé z důvodů zahraniční politiky oddělovali, přestože jejich správa byla totožná. 27. června 1900 byla v Paříži dohodnuta západní a jižní hranice, kterou tvořila rovnoběžka 21°20‘ s.š. a jižně od ní zůstala Španělsku jen západní část poloostrova Bílého mysu. 7. listopadu 1901 bylo Rio de Oro prohlášeno španělskou kolonií a v jejím nově vyhlášeném hlavním městě Villa Cisneros byl zřízen úřad guvernéra.
Španělská přítomnost byla až do 30. let 20. století prakticky omezená na pobřeží. V r. 1924 byla území Rio de Oro a Sakia al-Hamra spojena jediného správního celku Španělská Sahara, v rámci níž zůstala jedním z územních celků. Mezi roky 1969 a 1976 bylo Rio de Oro španělskou zámořskou provincií.

## Poštovní známky

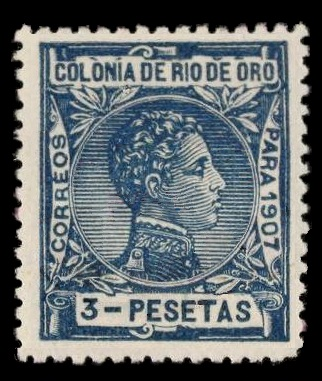
Alfons XIII. na známce Ria de Oro (1907)

Španělsko začalo vydávat pro Rio de Oro poštovní známky v roce 1905, byly to definitivní známky s názvem COLONIA DE RIO DE ORO. Poslední emise vyšla v r. 1921.